# Stegastes nigricans
Stegastes nigricans là một loài cá trong họ cá thia. Chúng sống ở biển, xung quanh rạn san hô ở độ sâu 12 mét. Chúng có tính phân chia lãnh địa. Chúng chiếm cứ và bảo vệ một phần rạn san hô, thường là xung quanh chỗ trú ngụ của mình. Thông qua việc ngăn chặn các loài cá khác xâm nhập và giúp cho thảm tảo mọc dày lên trong vùng lãnh địa của cá, khiến người ta gán cho những con cá này cái tên thông dụng là "cá nông dân"

## Hình ảnh

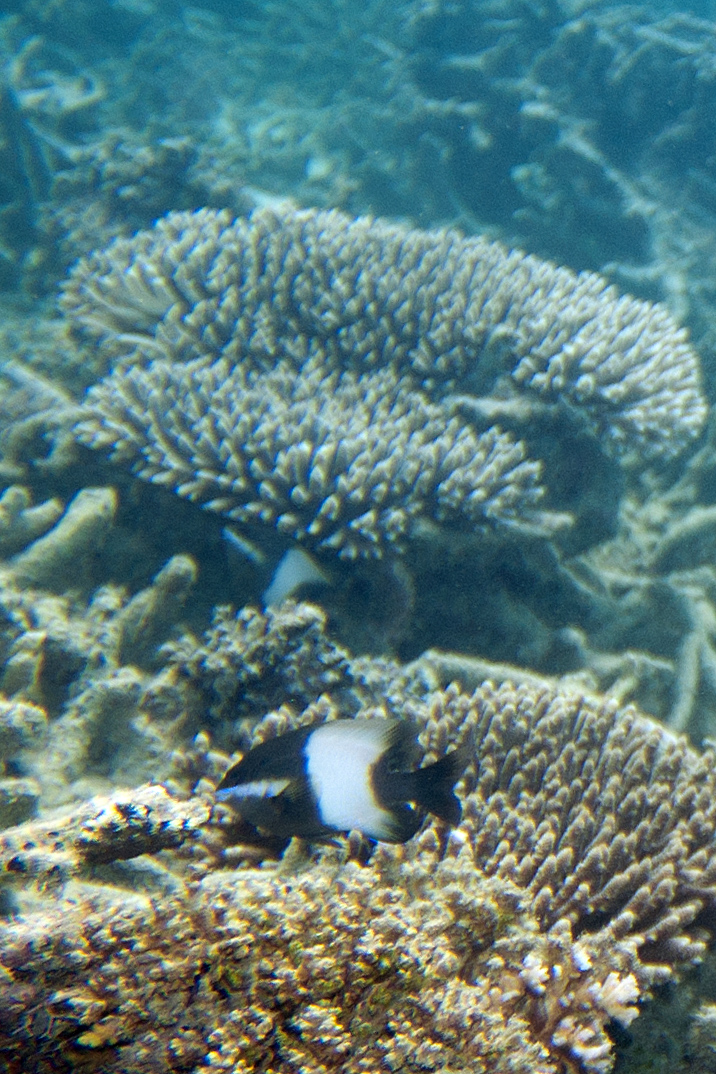
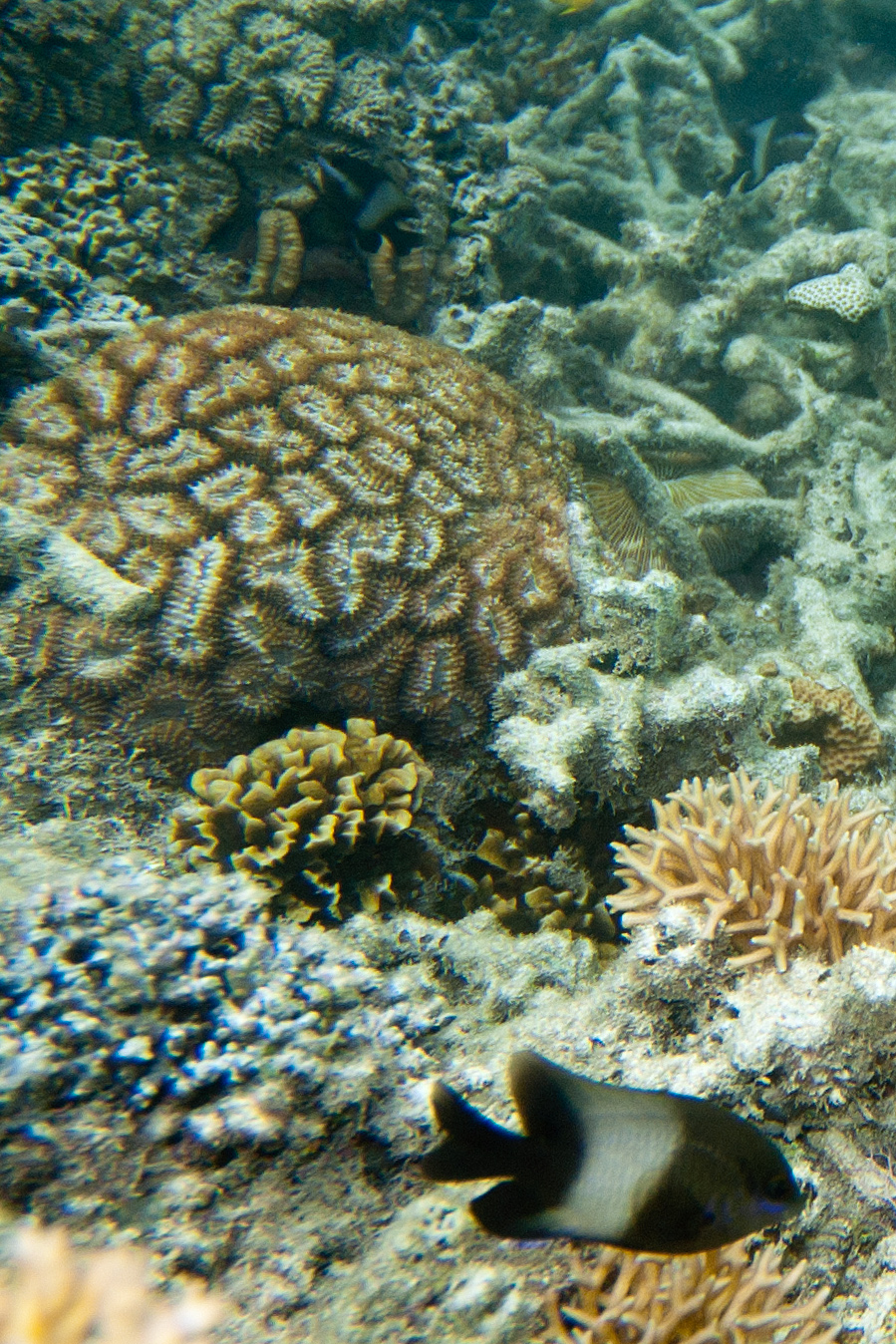
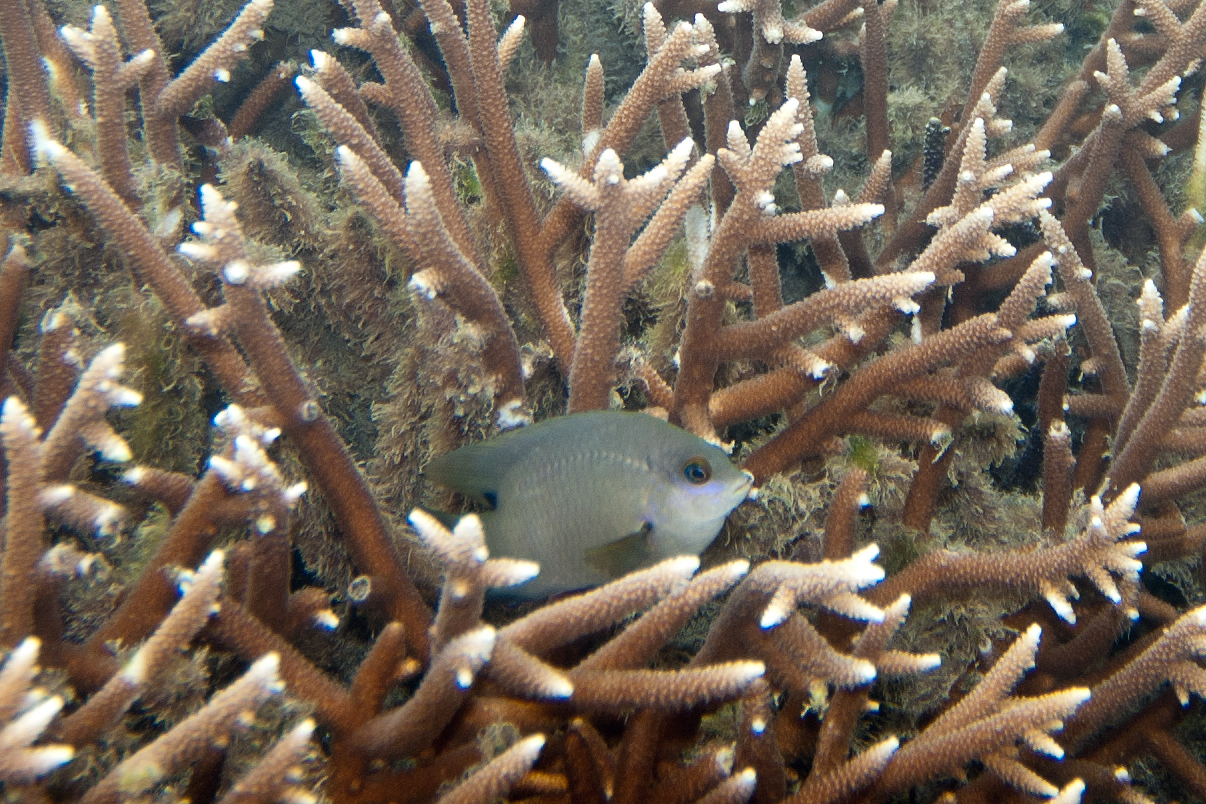
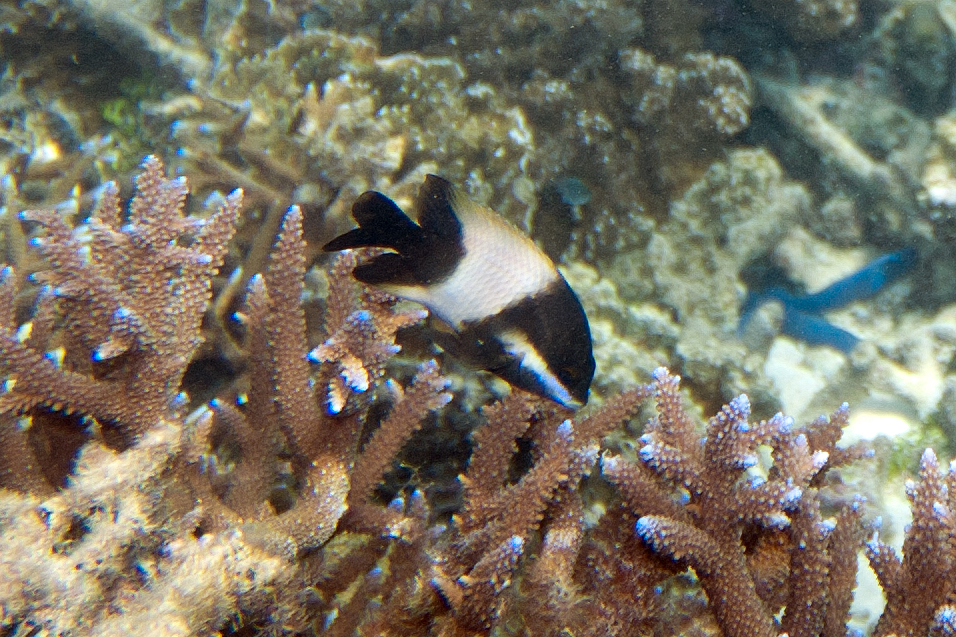